# كيمبرلي كوين
كيمبرلي كوين (بالإنجليزية: Kimberly Quinn)‏ هي صحفية أمريكية، ولدت في 1961.